# Залеський Олександр Веніамінович

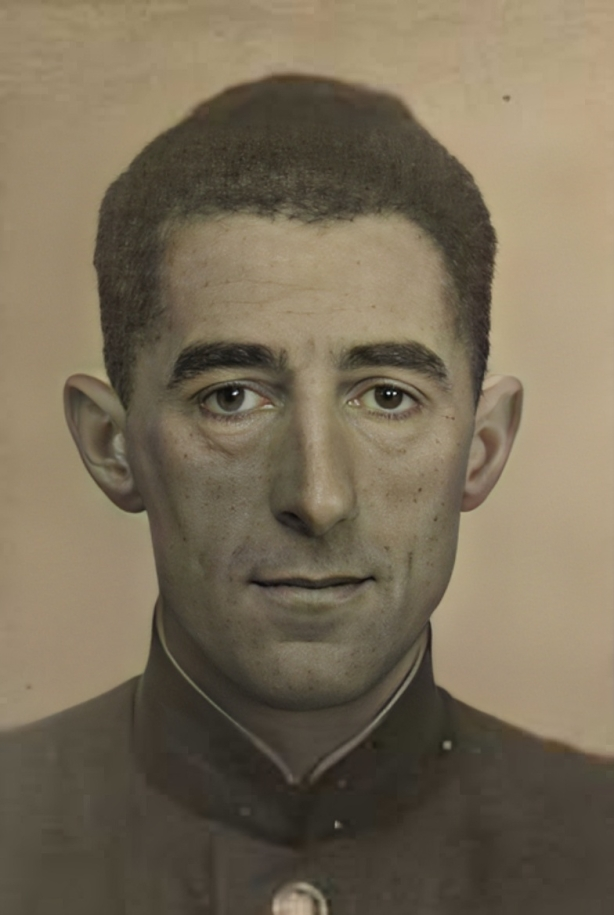
Залеський Олександр Веніамінович

Залеський Олександр Веніамінович (22 жовтня (3 листопада) 1902 року, містечко Ставища Таращанського повіту Київської губернії — 1971) — співробітник ЧК-ОГПУ-НКВС.

## Біографія
Народився в родині Буцько-Ладижинського міщанина Уманського повіту Біньямина Юзківа Звоницького та Сури Мордко Гершової.
Навчався на політехнічних курсах у Києві (1917-1919).
Працював у Київському губернському статистичному бюро, в Комісії з обліку та реквізиції покинутого буржуазією майна житлового відділу міста Києва. Діловод, а потім слідчий Київської губернської надзвичайної комісії по боротьбі з контрреволюцією, саботажем та посадовими злочинами (1920-1921).
1923-1924 — курсант військово-політичної школи Українського військового округу (Київ).
Від 1924 року — в ОГПУ-НКВС: помічник уповноваженого Київського (1928-1929) та Дніпропетровського (1929-1931) окружних відділів ОГПУ; уповноважений ГПУ УРСР, заступник голови ГПУ УРСР Ф. А. Леонюка (Харків, 1931-1933); оперативний секретар УНКВС в Одеській області (1933-1935), в Куйбишевському (1935-37) та Краснодарському (1937-1938) краях РСФСР.
5 листопада 1938 року звільнений з органів НКВС у званні молодшого лейтенанта держбезпеки (22.04.1936).
З червня 1942 року — в комендатурі міста Тула Московського військового округу. Капітан юстиції (30.04.1945), нагороджений орденом Червоної Зірки (30.04.1945).
Після Другої світової війни нагороджений медаллю «За перемогу над Німеччиною в Великій вітчизняній війні 1941-1945 рр.» за списками особистого складу Вищої офіцерської артилерійської технічної школи (м. Тула, 19.10.1945).
Як адвокат, у 1969-1970 роках захищав в суді російського письменника-дисидента Анатолія Краснова-Левітіна, якого виправдано.